# Körutazás a Balkánon
A Körutazás a Balkánon a Bikini együttesnek az újbóli összeálláskor tartott koncertjén (1997. október 31.) rögzített dupla lemezes album. Ez az utolsó kiadvány, amin Daczi Zsolt, Vedres József, Hirleman Bertalan és Kató Zoltán is játszik.

## Közreműködtek
- D. Nagy Lajos (ének)
- Gallai Péter (billentyűs hangszerek, ének)
- Daczi Zsolt (gitár)
- Vedres József (gitár)
- Németh Alajos (basszusgitár)
- Hirlemann Bertalan (dob)
- Kató Zoltán (szaxofon, billentyűs hangszerek)

## Első lemez
1. A szabadság rabszolgái
2. Ébredés után
3. Mondd el
4. Ezt nem tudom másképp mondani
5. Hazudtunk egymásnak
6. Legyek jó
7. Temesvári vasárnap
8. Közeli helyeken
9. Adj helyet
10. Bátyuska

## Második lemez
1. Valóság állomás
2. Itthon vagyok
3. Olcsó vigasz
4. Füstmérgezés
5. Nehéz a dolga
6. Ha volna még időm
7. Csak dolgozni ne kelljen
8. Fagyi
9. Ki visz haza
10. Mielőtt elmegyek